# Казалетто-Чередано
Казалетто-Чередано (итал. Casaletto Ceredano) — коммуна в Италии, располагается в регионе Ломбардия, в провинции Кремона.
Население составляет 1097 человек (2008 г.), плотность населения составляет 183 чел./км². Занимает площадь 6 км². Почтовый индекс — 26010. Телефонный код — 0373.
Покровительницей коммуны почитается святая Урсула (Sant’Orsola).

## Демография
Динамика населения:

## Администрация коммуны
- Официальный сайт: http://www.comune.casalettoceredano.cr.it/